# Nupserha bidentata
Nupserha bidentata är en skalbaggsart som först beskrevs av Fabricius 1793.  Nupserha bidentata ingår i släktet Nupserha och familjen långhorningar.
Artens utbredningsområde är:
- Gabon.
- Ghana.
- Liberia.
- Sierra Leone.
- Togo.

Inga underarter finns listade i Catalogue of Life.